# Celebration: The Video Collection
Celebration: The Video Collection è una raccolta di video musicali di Madonna pubblicata nel 2009 in contemporanea con l'uscita di Celebration.
È un doppio DVD: il primo disco va da Burning Up a I'll Remember e il secondo disco va da Secret a Celebration per un totale di 47 video musicali messi insieme.
I due DVD presentano tutti i video di Madonna in ordine cronologico tranne This Used to Be My Playground, Drowned World/Substitute for Love, Oh Father, Dear Jessie, Bad Girl, Nothing Really Matters, You Must Love Me, Fever, Love Don't Live Here Anymore , Holiday e American Life, più il suo singolo di debutto Everybody.

## Tracce

### DVD 1
1. Burning Up
2. Lucky Star
3. Borderline
4. Like a Virgin
5. Material Girl
6. Crazy for You
7. Into the Groove
8. Live to Tell
9. Papa Don't Preach
10. True Blue
11. Open Your Heart
12. La Isla Bonita
13. Who's That Girl
14. Like a Prayer
15. Express Yourself
16. Cherish
17. Vogue
18. Justify My Love
19. Erotica
20. Deeper and Deeper
21. Rain
22. I'll Remember

### DVD 2
1. Secret
2. Take a Bow
3. Bedtime Story
4. Human Nature
5. I Want You
6. You'll See
7. Frozen
8. Ray of Light
9. The Power of Good-Bye
10. Beautiful Stranger
11. American Pie
12. Music
13. Don't Tell Me
14. What It Feels Like for a Girl
15. Die Another Day
16. Hollywood
17. Love Profusion
18. Hung Up
19. Sorry
20. Get Together
21. Jump
22. 4 Minutes
23. Give It 2 Me
24. Miles Away
25. Celebration